# توماس اس. بوکاک
توماس سیلم بوکاک (Thomas Salem Bocock)‏ (۱۸ مه ۱۸۱۵–۵ اوت ۱۸۹۱)، سیاستمدار و حقوقدان قرن نوزدهم از ایالت ویرجینیا بود. بعد از خدمت به عنوان عضو کنگره ایالات متحدهٔ قبل از جنگ، در اکثر دوران جنگ داخلی آمریکا رئیس مجلس نمایندگان ایالات مؤتلفه بود.

## اوایل زندگی و خانواده
توماس که در کاخ دادگاه شهرستان باکینگهام واقع در شهرستان باکینگهام ایالت ویرجینیا متولد شد، ششمین فرزند از یازده فرزند توماس بوکاک (کشاورز، حقوق‌دان، کاتب دادگاه شهرستان اپوماتوکس و دوست توماس جفرسون) و مری فلود (از یک خانوادهٔ قدرت‌مند و سرشناس که بعدها هری اف. بیرد را تولد کرد) بود که در کودکی توسط پدرش و دیگر آموزگاران خصوصی، آموزش داده شد. توماس به کالج همپدن – سیدنی رفت و در آنجا با رابرت لوئیس دابنی (رقیب او برای ایراد خطابهٔ پایان کلاس) دوست شد و در سال ۱۸۳۸ فارغ شد.
ویلیس پری بوکاک (۱۸۰۷–۱۸۸۷) بزرگترین برادر توماس، ممکن موفق‌ترین حقوق‌دان در منطقهٔ (شهرستان باکینگهام که در سال ۱۸۴۵ از شهرستان اپوماتوکس جدا گردید) و به همین‌گونه دادستان کل ایالت که در سال ۱۸۵۲ آغاز به کار نمود، بوده‌است. هرچند ویلیس مربی حقوقی توماس، از سمت رسمی خود استعفا کرد و در سال ۱۸۵۷ و مدت کوتاهی پس ازدواج با مورنینگ اسمیت، بیوه ثروتمندی اصیل کارولینای جنوبی، به شهرستان مارنگو در ایالت آلاباما نقل مکان نمود، اما با این وجود برای دیدار خانواده‌اش می‌آمد. جان هولمز بوکاک، برادر بزرگ دیگر توماس کیشش کلیسای پروتستان در لینچبرگ و بعداً در ناحیهٔ کلمبیا شد. هنری بلود بوکاک (متولد سال ۱۸۱۷) برادر جوان‌تر توماس، نیز یک حقوق‌دان، کاتب دادگاه شهرستان اپوماتوکس (در زمان تسلیمی لی به گرانت)، رئیس بانک کشاورزی در لینچبرگ و به همین‌گونه رهبر غیرروحانی پروتستان و سپس متولی کالج همپدن – سیدنی شد. برادران آن‌ها به‌نام‌های ویلیام استیون بوکاک، چارلز توماس بوکاک و نیکولاس فلود، ازدواج کردند اما چنین حرفه‌های برجسته نداشتند و میلتون بوکاک در نوجوانی فوت نمود؛ خواهران آن‌ها به‌نام‌های آماندا، مارتا، مری ماستون و مری فوکوار همه ازدواج نمودند.
توماس بوکاک در سال ۱۸۴۶ با دختر دوم عمویش به‌نام سارا پاتریک فلود ازدواج نمود اما وی در اثر زایمان یا عوارض ثانوی درگذشت. آن‌ها یک دختر به‌نام بل (۱۸۴۹–۱۸۹۱) داشتند. همسر دوم توماس، آنی هولمز فاولکر بود. آن‌ها در سال ۱۸۵۳ در شهرستان برکلی ایالت ویرجینیا (که بعداً به ویرجینیای غربی تغییر نام یافت)، ازدواج نمودند و پنج فرزند داشتند: توماس استنلی بوکاک، ویلیس پی. بوکاک (۱۸۶۱–۱۹۴۷) و دختران‌شان به‌نام‌های مزی. اف، الا. اف، و سالی. اف (که تمام شان دو مرتبه ازدواج نمودند).

## اوایل حرفهٔ حقوقی
بوکاک تحت نظر برادر بزرگش در رشته حقوق تحصیل نمود و در سال ۱۸۴۰ در کانون وکلا پذیرفته شد. وکالت را در در حوزهٔ مربوط به دادگاه باکینگهام شروع نمود و در مجلس نمایندگان ویرجینیا انتخاب شد که از سال ۱۸۴۲ تا ۱۸۴۴ در آنجا خدمت کرد. توماس همچنین نخستین دادستان شهرستان اپوماتوکس ایالت ویرجینیا بعد از جدایی از شهرستان باکینگهام بود و از سال ۱۸۴۵ تا ۱۸۴۶ خدمت نمود.
بوکاک در سال ۱۸۴۶ به‌عنوان یک دموکرات در مجلس نمایندگان ایالات متحده انتخاب شد و از سال ۱۸۴۷ تا سال ۱۸۶۱ خدمت کرد. از سال ۱۸۵۳ تا سال ۱۸۵۵ و دوباره از سال ۱۸۵۷ تا ۱۸۵۹ رئیس کمیتهٔ امور دریایی شد. بوکاک در سال ۱۸۵۹ معرفی ریاست مجلس شد اما پس از هشت هفته بحث و مذاکره و چندین دوره رأی‌گیری موفق به انتخاب رئیس مجلس نشد.
بوکاک به‌عنوان یک برده‌دار متعهد و ملی‌گرای جنوبی، از حملهٔ سناتور پرستون بروک به چارلز سامنر تمجید کرد اما بعدها در مسئله برده‌داری کانزاس مجدداً خود را یک میانه‌رو اعلام کرد. بوکاک در سال ۱۸۶۰ در مراسم افتتاحیهٔ مجسمه اسبی واشینگتن در محوطهٔ مرکز ایالت واقع ریچموند سخنرانی کرد اما صعود او در محافل کنفدراسیون پس از سخنرانیش علیه لایحهٔ نیرو یا قانونی برای تدارک جمع‌آوری عوارض واردات در ۲۰ و ۲۱ فوریه سال ۱۸۶۱ (که در کنوانسیون جدایی ویرجینیا نشر و توزیع نمود)، ناشی شد.

### انتخابات
- ۱۸۴۷؛ بوکاک با کسب ۵۱٫۴۲ در صد آرا و شکست دادن هنری. پی. آیروینگ از حزب ویگ به مجلس نمایندگان ایالات متحده انتخاب شد.
- ۱۸۴۹؛ بوکاک با به‌دست آوردن ۵۳٫۰۴ درصد آرا و شکست دادن آیروینگ از حزب ویگ مجدداً انتخاب شد.
- ۱۸۵۱؛ بوکاک با اخذ ۶۳٫۴۹ درصد آرا و شکست دادن فلیپ ای. بولینگ از حزب ویگ مجدداً انتخاب شد.
- ۱۸۵۳؛ بوکاک با کسب ۵۱٫۷۴ درصد آرا و شکست دادن جان. تی. واتون از حزب ویگ و توماس هملیت اورت کاندیدا مستقل، دوباره انتخاب شد.
- ۱۸۵۵؛ بوکاک با به‌دست آوردن ۵۷٫۲۵ درصد آرا و شکست دادن ناتانیل سی. کلیبورن آمریکایی، مجدداً انتخاب شد.
- ۱۸۵۷؛ بوکاک بدون مخالفت دوباره انتخاب شد.
- ۱۸۵۹؛ با اخذ ۸۸٫۷۸ درصد آرا و شکست دادن دو کاندیدا مستقل که به‌نام‌های اسپید و بوئسیو بودند، مجدداً انتخاب شد.

### جنگ داخلی
بوکاک در سال ۱۸۶۱ پس از آغاز جنگ داخلی و جدایی ویرجینیا به عنوان دموکرات به مجلس نمایندگان ایالات مؤتلفه یا کنفدراسیون انتخاب شد و تا پایان جنگ در سال ۱۸۶۵ خدمت کرد. بوکاک عضو کنگره موقت کنفدراسیون تک پارلمانی و به همین‌گونه کنگره‌های اول و دوم کنفدراسیون بعدی بود. بوکاک به اتفاق آرا رئیس مجلس نمایندگان ایالات مؤتلفه یا کنفدراسیون انتخاب شد و از سال ۱۸۶۲ تا سال ۱۸۶۵ در این سمت خدمت کرد. با ان حال بوکاک در سال اخیر همانند متحدش رابرت ام.تی. هانتر، با رئیس‌جمهور جفرسون دیویس و جیمز ای. سدن دوست شخصی و متحد سیاسی او، بر سر موضوع مسلح سازی برده‌ها با این استدلال که چنین یک کاری بمثابهٔ لغو برده‌درای است، قطع رابطه کرد. بوکاک ریچموند را در جریان تخلیه آوریل سال ۱۸۶۵ ترک کرد و سپس به خانه‌اش در وایلدوی فرار کرد.

## حرفهٔ پس از جنگ
پس از پایان جنگ در نزدیکی ناحیهٔ مربوط به دادگاه اپوماتوکس، بوکاک بیش از بیست برده داشت. بوکاک نمی‌خواست به بردگان سابق خود به عنوان کارگر حقوق پرداخت نماید، در عوض برای‌شان می‌گفت که همان غذا و سرپناهی را که خود در بردگی داشت به آن‌ها فراهم می‌نماید. بوکاک حتی تلاش کرد تا چندین نفر را که قبلاً برده شده بودند از همسایه‌ها خریداری نماید. آمریکایی‌های آفریقایی‌تبار به رئیس شهربانی متوصل شدند که گفته بود، آمریکایی‌های آفریقایی‌تبار مستحق «غرامت سخاوت‌مندانه» هستند.
بوکاک به لینچبرگ (وایلدوی را به‌عنوان خانهٔ تابستانی خود ابقا کرد) رفت تا در آنجا وکالت نماید و در تأسیس حزب محافظه‌کار ویرجینیا کمک کرد. در سال ۱۸۶۸ از رئیس‌جمهور اندرو جانسون در انتخابات (با وجودیکه احتمالاً بسیار مهم است که یک مقام کنفدراسیون تحت پوشش اعلامیه‌های عفو عمومی بحث‌برانگیز خود قرار گیرد)، سپس از نامزدهای ناموفق ریاست جمهوری از حزب دموکرات هریک هوراس گریلی در سال ۱۸۷۲ و ساموئل تیلدن در سال ۱۸۷۶، حمایت نمود.
بوکاک به‌عنوان یکی از طراحان قوانین جیم کرو، از سال ۱۸۷۷ تا سال ۱۸۷۹ درمجلس نمایندگان ویرجینیا خدمت کرد. وی نمایندهٔ کنوانسیون‌های ملی دموکرات‌ها در سال‌های ۱۸۶۸، ۱۸۷۶ و ۱۸۸۰ بود. بوکاک با حزب ویرجینیا رجیستر مخالفت نمود و بالاخره زمام سیاسی را به نسل جوان‌تر از جمله الکساندر هیو هولمز استوارت انتقال داد و بر وکالت و خانواده‌اش تمرکز نمود.

## مرگ و میراث
بوکاک در ۵ اوت سال ۱۸۹۱ در شهرستان اپوماتوکس ایالت ویرجینیا فوت کرد و در قبرستان اولد بوکاک در نزدیکی مزرعه‌اش در «وایلدوی» به خاک سپرده شد.